# Desierto de Cabeza Prieta
El desierto de Cabeza Prieta se encuentra dentro del desierto de Sonora, en el suroeste de Arizona, en los Estados Unidos. Cuenta con la particularidad de ser el área silvestre más grande de Arizona, que abarca casi el 93 por ciento del Refugio Nacional de Cabeza Prieta y que abarca 803 418 acres (3251 km²), más grande que el área de la tierra del estado de Rhode Island. Puede ser cerrado temporalmente para ejercicios del campo de entrenamiento y bombardeo de la Fuerza Aérea "Barry M. Goldwater". También es el lugar de entierro del ecologista y autor famoso Edward Abbey.
Es gestionado por el Servicio de Pesca y Vida Silvestre de los Estados Unidos.